# 浙江大学社会科学学部
浙江大学社会科学学部是浙江大学的一个学部，于2009年3月成立，由经济学院、光华法学院、教育学院、管理学院、公共管理学院、马克思主义学院（思想政治理论教学科研部）和中国西部发展研究院七个单位组成。现任学部主任为史晋川教授。

## 专业设置
学部有28个本科专业；一级学科博士学位授予点8个，二级学科博士学位授予点48个；一级学科硕士授予点11个，二级学科硕士授予点75个。近五年共培养了各专业博士生675人，硕士生3966人，本科生4917人。

## 重点学科
学部有一级学科14个，其中管理科学与工程为国家重点学科和省重点学科；二级学科75个，其中宪法与行政法学、教育史为国家重点学科；政治经济学、农业经济管理为国家重点培育学科；西方经济学、企业管理、人口学、土地资源管理、社会医学与卫生事业管理为省级A类重点学科，比较教育学、国家贸易学、教育经济与管理、马克思主义与思想政治教育为省级B类重点学科。

## 师资力量
学部现有包括578名教师在内的教职员工747人。其中教授（研究员）152人，副教授258人。有1名中国工程院院士，2名教育部长江讲座教授，2名浙江省特级专家，3名国家“百千万人才工程”人选，20名国家杰出青年基金获得者和教育部新（跨）世纪优秀人才，以及4名浙江大学求是特聘教授。还有137名在站博士后。

## 研究中心
学部共有40个研究所（中心），以下为重点研究中心：
- 教育部人文社会科学重点研究基地及国家“985工程”创新基地：农业现代化与农村发展研究中心、民营经济研究中心
- 国家“985工程”创新基地：创新管理与持续竞争力研究中心
- 国家体育总局重点研究基地：科教发展战略研究中心为教育部战略研究基地、体育现代化发展研究中心
- 教育部基础教育司研究中心：基础教育课程研究中心
- 浙江省重点研究基地：地方政府与社会治理研究中心、区域经济开放与发展研究中心、劳动保障与公共政策研究中心[1]

学部建有9个博士后流动站，分别为理论经济学、应用经济学、法学、教育学、管理科学与工程、工商管理、农林经济管理、公共管理、马克思主义理论。还与人文学部、农业生命环境学部共建历史学和农业资源利用2个博士后科研流动站。